# Dundee Football Club 2019-2020
Questa voce raccoglie le informazioni riguardanti il Dundee Football Club nelle competizioni ufficiali della stagione 2019-2020.

## Stagione
- In Scottish Championship il Dundee si classifica al 3º posto (41 punti, in media 1,52 a partita), dietro a Dundee Utd e Inverness e davanti all'Ayr Utd; non si disputano i play-off.
- In Scottish Cup viene eliminato al quarto turno dal Motherwell (0-3).
- In Scottish League Cup viene eliminato al secondo turno dall'Aberdeen (1-2 ai tempi supplementari).

## Maglie e sponsor
| Casa | Trasferta |

## Rosa
| N. |                        | Ruolo | Calciatore               |
| -- | ---------------------- | ----- | ------------------------ |
| 1  | Scozia (bandiera)      | P     | Jack Hamilton            |
| 2  | Scozia (bandiera)      | D     | Cammy Kerr               |
| 3  | Scozia (bandiera)      | D     | Jordan McGhee            |
| 4  | Scozia (bandiera)      | C     | Jamie Ness               |
| 5  | Scozia (bandiera)      | D     | Jordon Forster           |
| 6  | Inghilterra (bandiera) | D     | Josh Meekings (capitano) |
| 7  | Inghilterra (bandiera) | A     | Josh Todd                |
| 8  | Scozia (bandiera)      | C     | Shaun Byrne              |
| 9  | Inghilterra (bandiera) | A     | Andrew Nelson            |
| 10 | Scozia (bandiera)      | C     | Paul McGowan             |
| 11 | Scozia (bandiera)      | C     | Declan McDaid            |
| 12 | Inghilterra (bandiera) | P     | Calum Ferrie             |

| N. |                        | Ruolo | Calciatore       |
| -- | ---------------------- | ----- | ---------------- |
| 14 | Scozia (bandiera)      | C     | Graham Dorrans   |
| 17 | Scozia (bandiera)      | C     | Josh McPake      |
| 18 | Inghilterra (bandiera) | A     | Danny Johnson    |
| 19 | Scozia (bandiera)      | C     | Finlay Robertson |
| 21 | Scozia (bandiera)      | D     | Sean Mackie      |
| 22 | Scozia (bandiera)      | C     | Callum Moore     |
| 23 | Inghilterra (bandiera) | D     | Jordan Marshall  |
| 24 | Scozia (bandiera)      | C     | Max Anderson     |
| 26 | Scozia (bandiera)      | C     | Josh Mulligan    |
| 27 | Scozia (bandiera)      | C     | Luke Strachan    |
| 28 | Inghilterra (bandiera) | A     | Kane Hemmings    |